# Gauthier de Moac
Gauthier de Moac, (fl. 1171-1194 ; en italien : Gualtiero de Moac, Gualtiero di Moac ; en latin : Walter(i)us de Moac(h), Gualter(i)us de Moac(h)) est un amiral du royaume normand de Sicile sous le règne du roi Guillaume II de Sicile.

## Biographie
D'origine normande, Gauthier de Moac est peut-être apparenté au baron Godefroi de Modica et à Aquinus de Modica, justicier en Apulie et Capoue sous le règne du roi Guillaume Ier de Sicile.
Avant d'être nommé amiral, il fut comes stabuli (mentionné en 1171), et magister regie duane de secretis et duane baronum (« maître de la douane royale du secret et de la douane des barons ») (1178-1179).
En 1174, il commande une flotte normande de 200 galères lancée par le roi Guillaume II de Sicile, en concertation avec le roi Amaury Ier de Jérusalem, contre Alexandrie en Égypte pour combattre Saladin,.
En 1178, l'amiral Gauthier de Moac capture en pleine mer la fille de l'émir almohade Abu Yaqub Yusuf, qui quittait le Maghreb pour rejoindre son fiancé en Espagne.
Au cours de l'hiver 1180-1181, il commande la flotte sicilienne envoyée contre les Almoravides des îles Baléares mais de violentes tempêtes dispersent l'escadre.
Après la mort sans postérité du roi Guillaume II en 1189, Gauthier rejoint le parti du comte Tancrède de Lecce, opposé à celui d'Henri VI, époux de Constance de Hauteville, tante de Guillaume II par qui elle avait été désignée héritière. Tancrède se proclame roi mais, trois ans plus tard, Henri VI, à la tête de troupes germaniques, conquiert le royaume de Sicile et se fait couronner roi de Sicile en 1194. Gauthier est privé par le nouveau monarque de ses biens.